# Comarca Sur
Segons la Guía de Turismo Rural y Activo, editada per la Direcció General de Turisme (Conselleria de Cultura i Turisme) de la Comunitat de Madrid, la Comarca Sur és una de les Comarques de la Comunitat de Madrid.

## Municipis de la comarca
La comarca està formada pels següents municipis, amb la superfície en kilòmetres quadrats, i la població de 2006.
| Municipi               | Superfície | Població |
| ---------------------- | ---------- | -------- |
| Total comarca          | 414,9      | 136548   |
| Arroyomolinos          | 20,66      | 9020     |
| Batres                 | 21,58      | 1417     |
| Casarrubuelos          | 5,32       | 2576     |
| Cubas de la Sagra      | 12,82      | 3164     |
| El Álamo               | 22,25      | 6937     |
| Griñón                 | 17,42      | 8236     |
| Humanes de Madrid      | 19,46      | 15589    |
| Moraleja de Enmedio    | 31,29      | 4390     |
| Navalcarnero           | 100,22     | 17567    |
| Serranillos del Valle  | 13,28      | 3006     |
| Sevilla la Nueva       | 25,13      | 6731     |
| Torrejón de la Calzada | 8,98       | 5866     |
| Torrejón de Velasco    | 52,32      | 3532     |
| Valdemoro              | 64,17      | 48517    |